# Легенда о Белуги
Легенда о Белуги је предање о митском чудовишту Лепенског Вира, мамутској моруни, која израња из дунавских дубина и напада човека, који је дочекује божанским оружјем - разумом.
Лепенци су зрелост и митски божански лик достизали у обредима борбе са дунавском стихијом и горостасном рибом. Моруна (белуга), јесетарска је врста рибе која се мрестила у Ђердапу. У древним временима достизала је тежину од преко 500kg и дужину 4—5m. Постоје и веровања да је лобања белуге основ за облик неких скулптура из Лепенског Вира.